# Jeanne de Valence
Jeanne de Valence (vers 1270 ou 1275 – après le 4 juillet 1306) est une femme de la noblesse anglaise médiévale.

## Biographie
Issue de la famille de Lusignan, Jeanne de Valence est l'une des nombreuses filles de Guillaume de Valence, 1er comte de Pembroke, et de son épouse Jeanne de Montchensy. Son père étant l'un des demi-frères du roi Henri III d'Angleterre, elle se trouve ainsi être une nièce de ce souverain. Elle compte en outre parmi ses ancêtres maternels le célèbre chevalier Guillaume le Maréchal, décrit comme « le meilleur chevalier du monde » au cours du XIIIe siècle. On ignore précisément à quelle date Jeanne de Valence voit le jour : peut-être naît-elle aux alentours de 1270 ou 1275. Au début des années 1290, elle épouse John III Comyn, fils aîné et héritier de John II Comyn, seigneur de Badenoch, et neveu du roi d'Écosse Jean Balliol. Ce mariage a pour but de rapprocher le clan Comyn du royaume d'Angleterre, à une période où le roi Édouard Ier d'Angleterre commence à s'impliquer dans les affaires du royaume d'Écosse. Le mariage de Jeanne de Valence avec John III Comyn produit trois enfants, dont un fils.
Toutefois, John III Comyn s'implique à partir de 1296 dans les guerres d'indépendance de l'Écosse contre Édouard Ier, ce qui place Jeanne de Valence dans une position délicate. Dès l'éclatement du conflit, cette dernière est rappelée à Londres sur ordre d'Édouard Ier et est rejointe peu après par son époux, fait prisonnier. Le roi d'Angleterre lui attribue toutefois des biens près du fleuve Tyne d'une valeur annuelle de 200 marcs. John III Comyn est libéré après avoir juré de servir Édouard Ier, mais il renonce rapidement à son serment. Furieux, le roi d'Angleterre ordonne le 26 mars 1298 à sa cousine de retourner immédiatement à Londres avec ses enfants. Après la soumission définitive de son mari le 9 février 1304, Jeanne est autorisée à retourner en Écosse avec ses enfants. Après l'assassinat de John III Comyn par son rival Robert Bruce le 10 février 1306, elle est pourtant rappelée par sécurité le 4 juillet suivant en Angleterre sur ordre d'Édouard Ier avec ses enfants. Son fils John est confié à l'officier royal John Weston, tandis qu'on perd la trace de Jeanne de Valence à compter de cette date. Assurément, elle est déjà décédée lorsque son frère cadet Aymar meurt en 1324.

## Descendance
De son mariage avec John III Comyn, Jeanne de Valence a trois enfants :
- John IV Comyn (vers 1294 – 24 juin 1314), épouse Marguerite Wake ;
- Jeanne Comyn (10 mai 1296 – entre le 8 juin et le 24 juillet 1326), épouse David II Strathbogie, 10e comte d'Atholl ;
- Elizabeth Comyn (1er novembre 1299 – 20 novembre 1372), épouse Richard Talbot, 2e baron Talbot, puis John Bromwich.